# Hospital Germans Trias i Pujol
L'Hospital Universitari Germans Trias i Pujol és un centre sanitari de caràcter públic situat al terme municipal de Badalona i construït sobre uns terrenys de propietat municipal que corresponen a l'antiga finca anomenada Can Ruti; nom pel qual es coneix popularment. El nom oficial, però, és el de Germans Trias i Pujol, en honor dels metges i catedràtics Joaquim Trias i Pujol (1887-1964) i Antoni Trias i Pujol (1892-1970), germans i nascuts a Badalona.

## Història
L'hospital està ubicat en els terrenys on estava antigament la masia de Can Ruti, datada del segle xvi. Està situat a la carena que separa els barris de Canyet i Pomar, de Badalona.

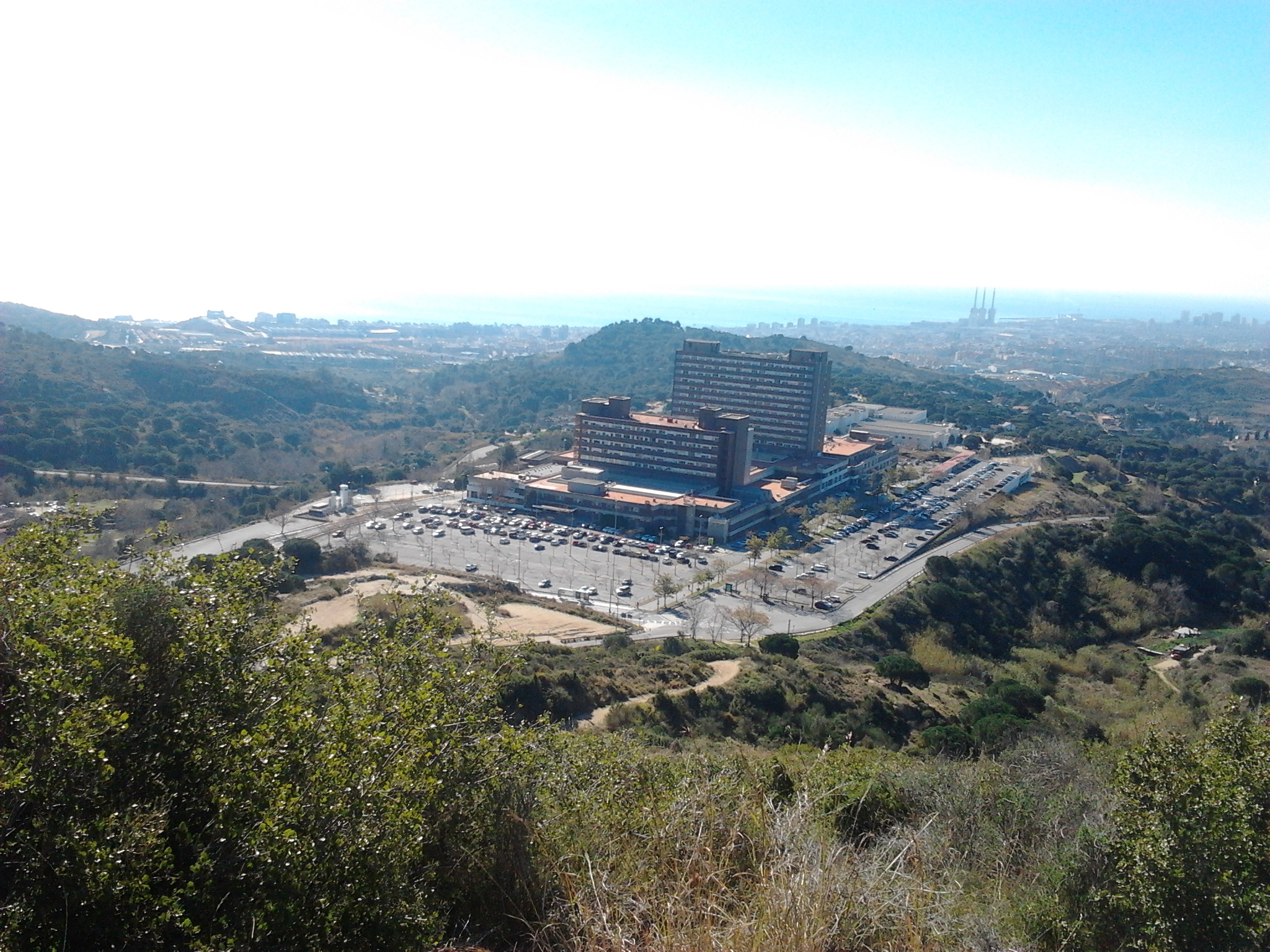
Vista del complex hospitalari de Can Ruti des de la serra de la Conreria

El nom deriva de "Ca n'Urrutia" que és el nom de la família que s'hi va establir un temps després de la guerra de 1714. Anteriorment es deia Mas Viver. De Ca n'Urrutia, la gent va començar a dir-ne Ca n'Urruti i posteriorment Can Ruti per abreujar.
La construcció el 1973 de l'hospital va ser polèmica per què va comportar la destrucció de la masia.
Va ser inaugurat el 1983 pel president de la Generalitat de Catalunya, Jordi Pujol. després de més de deu anys de construcció, i després, també, que la part del sistema sanitari espanyol que corresponia a Catalunya fos transferida a la Generalitat, el 1981. Després que entrés en funcionament ha tingut diverses ampliacions de serveis, i és a hores d'ara un dels grans hospitals de referència del país, amb cobertura per més de set-centes mil persones, i ha arribat en 2016 als mil trasplantaments, trenta-un anys després del primer.
Cap al 2000 davant l'hospital al vessant del costat de Pomar s'hi va fer el Tanatori de Badalona.